# Goleba pallens
Goleba pallens är en spindelart som först beskrevs av John Blackwall 1877.  Goleba pallens ingår i släktet Goleba och familjen hoppspindlar. Inga underarter finns listade i Catalogue of Life.